# フラジール (ぬゆりの曲)
『フラジール』は、ボカロPのぬゆりがGUMIを用いて作詞・作曲を行なったボーカロイド曲である。

## 概要
同曲は、2022年11月現在、2016年9月10日にYouTube上にアップロードされた動画は2400万回以上、同日にニコニコ動画上にアップロードされた動画は365万回以上再生されているぬゆりのヒット曲である。
同曲のミュージックビデオでは廣田痛が絵を、中村リョーマがマスタリングを担当しており、スペシャルサンクスとしてみず希の名前がクレジットされている。
同曲はぬゆりが本格的にブレイクするきっかけになった楽曲で、クラブミュージックとスウィングジャズを融合したエレクトロスウィングというジャンルに分類されると考えられており、のちのボカロ曲におけるエレクトロスウィングやリリースカットピアノの流行にも影響を与えたと考えられている。
同曲は、ぬゆりの3rdフルアルバム『有象偶像』や、4thアルバム『plotoplan』、GUMIの生誕10周年記念コンピレーション・アルバム『EXIT TUNES PRESENTS GUMissimo from megpoid -10th ANNIVERSARY BEST-』などに収録されている。
また、同曲はスマホアプリ『プロジェクトセカイ カラフルステージ! feat. 初音ミク』に収録され、YouTube上ではVivid BAD SQUADの東雲彰人（声: 今井文也）と青柳冬弥（声: 伊東健人）が歌うセカイver.のフルサイズが公開されている。
また、いかさんのアルバム『夢現∞タイムトラベル』では同曲のカバーが収録されている。

## 関連リンク
- プロジェクトセカイ カラフルステージ! feat. 初音ミク